# Björn Hornikel
Björn Hornikel (Böblingen, 6 de maio de 1992) é um atleta olímpico alemão de natação. Durante os Jogos Olímpicos Rio 2016, ele competiu nas provas de 100 metros livres masculino e revezamento 4x100m livre masculino.